# Møre og Romsdal
Møre og Romsdal er et fylke i Norge. Fylket består af tre distrikter: Nordmøre, Romsdal og Sunnmøre. De tre vigtige byer Ålesund, Kristiansund og Molde ligger også i fylket.
1. januar 2019 blev Rindal kommune overført til Trøndelag fylke, efter en enstemmig beslutning i Stortinget den 13. juni 2018. Hornindal i Sogn og Fjordane blev 1. januar 2020 en del af Volda kommune i Møre og Romsdal, samtidig blev Halsa en del af kommunen Heim i Trøndelag.
Åndalsnes er endestation for jernbanen fra Oslo over Dombås. Forlængelse af Raumabanen til kysten og byerne var længe et politisk stridstema.
Ormen Lange-feltet er den næststørste gasforekomst i drift på norsk sokkel. Feltet ligger ud for kysten af Nordmøre og gassen føres i land og processeres i Nyhamna i Aukra.

## Kommuner
Møre og Romsdal består af 36 kommuner:
1. Ålesund
2. Aukra
3. Aure
4. Averøy
5. Eide
6. Fræna
7. Giske
8. Gjemnes
9. Halsa
10. Haram
11. Hareid
12. Herøy
13. Kristiansund
14. Midsund
15. Molde
16. Nesset
17. Norddal
18. Ørskog
19. Ørsta
20. Rauma
21. Sande
22. Sandøy
23. Skodje
24. Smøla
25. Stordal
26. Stranda
27. Sula
28. Sunndal
29. Surnadal
30. Sykkylven
31. Tingvoll
32. Ulstein
33. Vanylven
34. Vestnes
35. Volda